# Droga krajowa B42 (Austria)
Droga krajowa B42 (Haager Straße) – droga krajowa w Austrii położona na południe od Dunaju ok. 40 km na południowy wschód od Linzu. Arteria jest jedno-jezdniowa i prowadzi przez Haag do Steyr, gdzie krzyżuje się z Voralpen Straße.